# Академічне веслування на літніх Олімпійських іграх 1980
Змагання з академічного веслування на літніх Олімпійських іграх 1980 тривали з 20 липня до 27 липня на Веслувальному каналі в Крилатському. Розіграно 14 комплектів нагород: 8 серед чоловіків і 6 серед жінок.
Через бойкот Ігор з боку західного блоку туди не приїхали представники деяких сильних веслувальних країн. Завдяки цьому в змаганнях домінували спортсмени НДР, які здобули 14 медалей, зокрема 11 золотих, в 14-ти дисциплінах.
У змаганнях парних четвірок, як і на дебютній для цієї дисципліни Олімпіаді 1976, чоловіки змагалися зі стерновим, а жінки без стернової.

## Країни, що взяли участь
Змагалися 470 веслувальників і веслувальниць з 25-ти країн:
- Австралія (16)
- Австрія (7)
- Бразилія (10)
- Болгарія (52)
- Куба (17)
- Чехословаччина (26)
- Данія (7)
- НДР (55)
- Іспанія (13)
- Фінляндія (1)
- Франція (16)
- Велика Британія (43)
- Греція (3)
- Гватемала (2)
- Угорщина (20)
- Ірландія (11)
- Італія (5)
- Мексика (1)
- Нідерланди (10)
- Польща (37)
- Румунія (33)
- СРСР (54)
- Швеція (7)
- Швейцарія (10)
- Югославія (14)

## Таблиця медалей

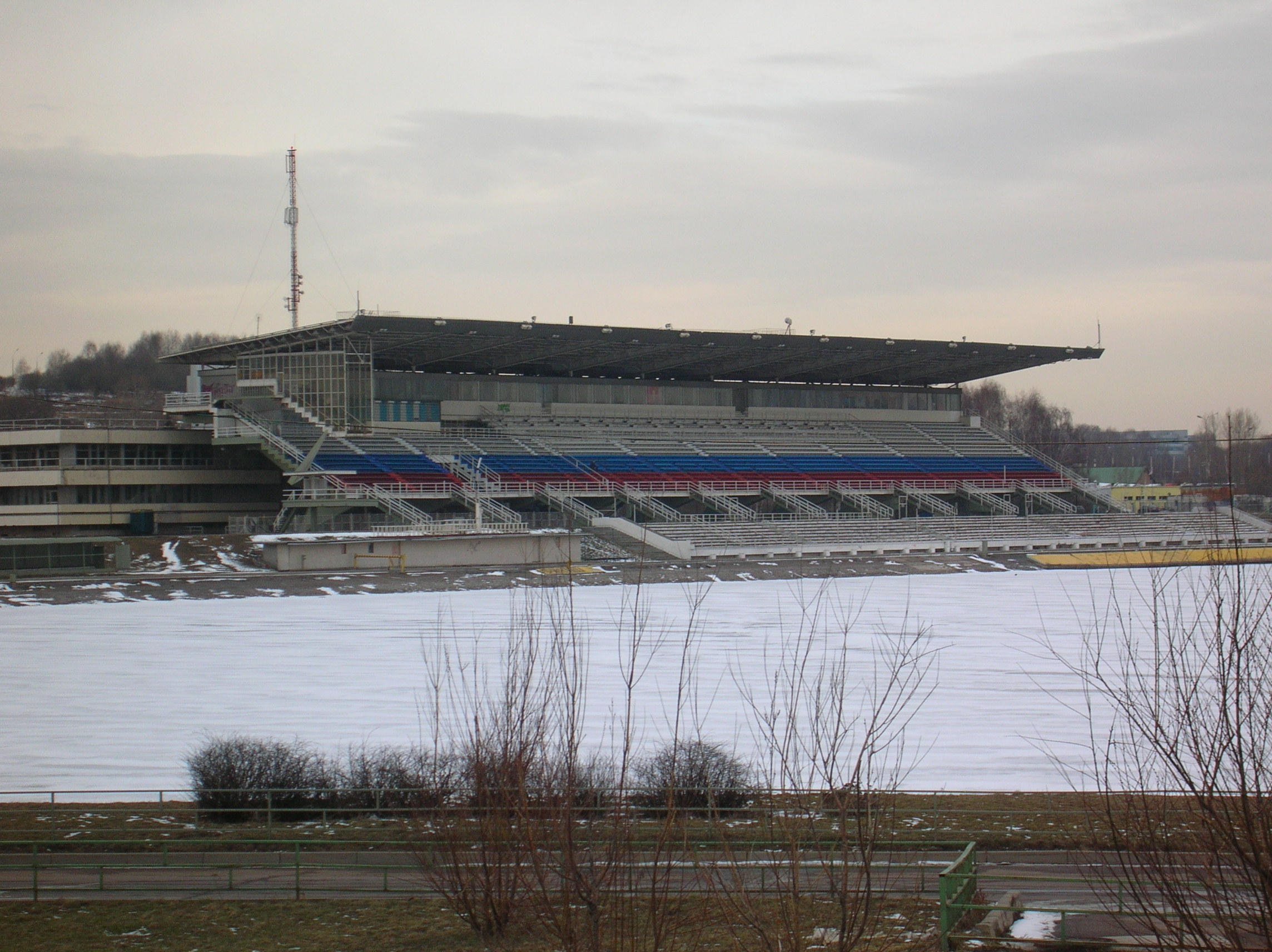
Всі змагання відбулися на Москва (веслувальний канал)

| Місце               | Країна                | Золото | Срібло | Бронза | Загалом |
| ------------------- | --------------------- | ------ | ------ | ------ | ------- |
| 1                   | НДР (GDR)             | 11     | 1      | 2      | 14      |
| 2                   | СРСР (URS)            | 1      | 9      | 2      | 12      |
| 3                   | Румунія (ROM)         | 1      | 0      | 2      | 3       |
| 4                   | Фінляндія (FIN)       | 1      | 0      | 0      | 1       |
| 5                   | Болгарія (BUL)        | 0      | 1      | 3      | 4       |
| 6                   | Велика Британія (GBR) | 0      | 1      | 2      | 3       |
| 7                   | Польща (POL)          | 0      | 1      | 1      | 2       |
| 7                   | Югославія (YUG)       | 0      | 1      | 1      | 2       |
| 9                   | Чехословаччина (TCH)  | 0      | 0      | 1      | 1       |
| Загалом (9 збірних) | Загалом (9 збірних)   | 14     | 14     | 14     | 42      |

## Медальний залік

### Чоловіки
| Дисципліни                       | Золото | Срібло | Бронза |
| -------------------------------- | --- | --- | --- |
| Парні одиночки                   | Пертті Карпінен (FIN) | Василь Якуша (URS) | Петер Керстен (GDR) |
| Парні двійки                     | Йоахім Драйфке і Клаус Креппелін (GDR) | Зоран Панчич і Милорад Станулов (YUG) | Зденек Пецка і Вацлав Вохоска (TCH) |
| Парні четвірки (без стернового)  | НДР (GDR) Франк Дундр Карстен Бунк Уве Геппнер Мартін Вінтер                                                                                       | СРСР (URS) Юрій Шапочка Євген Барбаков Валерій Клешньов Микола Довгань                                                                                                   | Болгарія (BUL) Мінчо Ніколов Любомир Петров Іво Русев Богдан Добрев |
| Розпашні двійки без стернового   | Бернд Ландфойґт і Єрґ Ландфойґт (GDR) | Юрій Піменов і Микола Піменов (URS) | Чарлз Віґґін і Малкольм Кармайкл (GBR) |
| Розпашні двійки зі стерновим     | НДР (GDR) Гаральд Єрлінґ Фрідріх-Вільгельм Ульріх Ґеорґ Шпор (стерновий)                                                                           | СРСР (URS) Віктор Переверзєв Геннадій Крючкін Олександр Лук'янов (стерновий)                                                                                             | Югославія (YUG) Душко Мрдуляш Златко Целент Йосип Реїч (стерновий) |
| Розпашні четвірки без стернового | НДР (GDR) Зіґфрід Бріцке Андреас Декер Штефан Земмлер Юрґен Тіле                                                                                   | СРСР (URS) Олексій Камкін Валерій Долінін Олександр Кулагін Віталій Єлісєєв                                                                                              | Велика Британія (GBR) Джон Бітті Іян Макнафф Девід Таунсенд Мартін Кросс |
| Розпашні четвірки зі стерновим   | НДР (GDR) Дітер Вендіш Вальтер Діснер Улльріх Діснер Ґоттфрід Ден Андреас Ґреґор (стерновий)                                                       | СРСР (URS) Артурс Гаронскіс Дімантс Кріш'яніс Дзінтарс Кріш'яніс Жоржс Тікмерс Юріс Берзіньш (стерновий)                                                                 | Польща (POL) Ґжеґож Стелляк Адам Томасяк Ґжеґож Новак Ришард Стаднюк Ришард Кубяк (стерновий)                                                                               |
| Вісімки                          | НДР (GDR) Бернд Краус Ганс-Петер Коппе Ульріх Конс Єрґ Фрідріх Єнс Добершюц Ульріх Карнац Уве Дюрінґ Бернд Гейнґ Клаус-Дітер Людвіґ (веслувальник) | Велика Британія (GBR) Данкан Мак-Дуґалл Аллан Вітвелл Генрі Клей Кріс Магоні Ендрю Джастіс Джон Прітчард Малкольм Макговен Річард Стенгоуп Колін Мойніген (веслувальник) | СРСР (URS) Віктор Какошин Андрій Тищенко Олександр Ткаченко Йонас Пінскус Йонас Нармонтас Андрій Лугін Олександр Манцевич Ігор Майстренко Григорій Дмитренко (веслувальник) |

### Жінки
| Дисципліни                     | Золото | Срібло | Бронза |
| ------------------------------ | --- | --- | --- |
| Парні одиночки                 | Санда Тома (ROM) | Антоніна Зелікович (URS) | Мартіна Шретер (GDR) |
| Парні двійки                   | Олена Хлопцева і Лариса Попова (URS)                                                                                               | Корнелія Лінзе і Гайді Вестфаль (GDR) | Ольга Хомегі і Валерія Речіле (ROM) |
| Парні четвірки (зі стерновою)  | НДР (GDR) Зібілле Райнгардт Ютта Плох Ютта Лау Росвіта Цобельт Ліане Бур                                                           | СРСР (URS) Антоніна Пустовіт Олена Матієвська Ольга Васильченко Надія Любимова Ніна Черемісіна                                               | Болгарія (BUL) Мар'яна Сербезова Румеляна Бончева Долорес Накова Анка Бакова Анка Георгієва                                                           |
| Розпашні двійки без стернової  | Уте Штайндорф і Корнелія Клір (GDR)                                                                                                | Малгожата Длужевська і Чеслава Косцянська (POL)                                                                                              | Сійка Барбулова і Стоянка Кубатова (BUL) |
| Розпашні четвірки зі стерновою | НДР (GDR) Рамона Капгайм Зільвія Фреліх Анґеліка Ноак Ромі Зальфельд Кірстен Венцель                                               | Болгарія (BUL) Гінка Гюрова Марійка Модева Рита Тодорова Іскра Велінова Надя Філіпова                                                        | СРСР (URS) Марія Фадєєва Галина Совєтнікова Марина Студнєва Світлана Семенова Ніна Черемісіна                                                         |
| Вісімки                        | НДР (GDR) Мартіна Беслер Крістіане Кнеч Ґабріеле Кюн Карін Меце Керстен Найсер Ілона Ріхтер Маріта Зандіґ Бірґіт Шюц Маріна Вільке | СРСР (URS) Ніна Фролова Марія Пазюн Ольга Пивоварова Ніна Антонюк Надія Беспалова Тетяна Буняк Олена Терьошина Ніна Уманець Валентина Жуліна | Румунія (ROM) Анджеліка Апостяну Елена Бондар Флоріка Букур Морія Константінеску Елена Добріцою Родіка Фринту Ана Ілюце Родіка Пушкату Марлена Загоні |